# 澳大利亚的幽浮目击
这是一个发生于澳大利亚声称是不明飞行物（unidentified flying object）的目击事件列表。

## 1966年
- 塔利“飞碟巢”[1]
- 1966年4月6日早上10:30，许多学生和一些工作人员在位于罗斯班克大道的韦斯托尔高中(现为韦斯托尔中学，位于维多利亚州克莱顿南部）目击到一个不明飞行物飞过学校，然后下降到学校后面的一个牧场里。

## 1978年
- 腓特烈·瓦伦提斯失踪事件发生于1978年10月21日。当时20岁的腓特烈·瓦伦提斯（Frederick Valentich）正驾驶一架小型赛斯纳182飞机跨越巴斯海峡飞往金岛，他在报告看到一个奇怪的飞行器后便失踪了。失踪事件引起了澳大利亚及国际新闻界的重大关注。 任何有关瓦伦提斯或塞斯纳飞机的痕迹都没有被找到。瓦伦提斯对一个大型异常物体的描述使得他的失踪事件成为一个不明飞行物传奇。 交通运输部门对此展开的飞机事故调查下了结论：失踪原因无法确定。

瓦伦提斯的最后一句话是"我的想法是飞到金岛……那个奇怪的飞行器又跑到我上空盘旋。 它在盘旋而且并不是一架飞机。 德尔塔塞拉利昂朱丽叶，墨尔本..."

## 1988年
- 1988年1月21日，一家人在跨越南澳大利亚州的纳拉伯平原时接触到一个不明飞行物。[2]